# Gran Desfile de Día de Muertos
Le « Grand Desfile de Día de Muertos » est un défilé carnavalesque de grande ampleur organisé à l'occasion du Jour des morts mexicain dans la capitale du Mexique, Mexico, chaque année depuis 2016. C'est à la suite de la mise en scène d'un défilé de ce type lors du tournage du film 007 Spectre à Mexico en 2015 que la municipalité de la capitale mexicaine a décidé de renouveler et d'institutionnaliser cette perfformance artistique en organisant chaque année une parade similaire.
L'ampleur de l'évènement est exceptionnelle, avec, en 2023, la participation de plus de 4 0000 collaborateurs intégrés en 65 contingents formés par 48 comparsas, 26 chars dont 13 allégoriques et un investissement de plus de 20 millions de pesos mexicains (plus d'un million d'euros) pour la Secretaría de Cultura de la Ciudad de México (en). Le record d'affluence a été établi en 2023 avec environ 1 250 000 spectateurs le long du parcours du cortège.
Celui de 2018 a été dédié aux migrants.

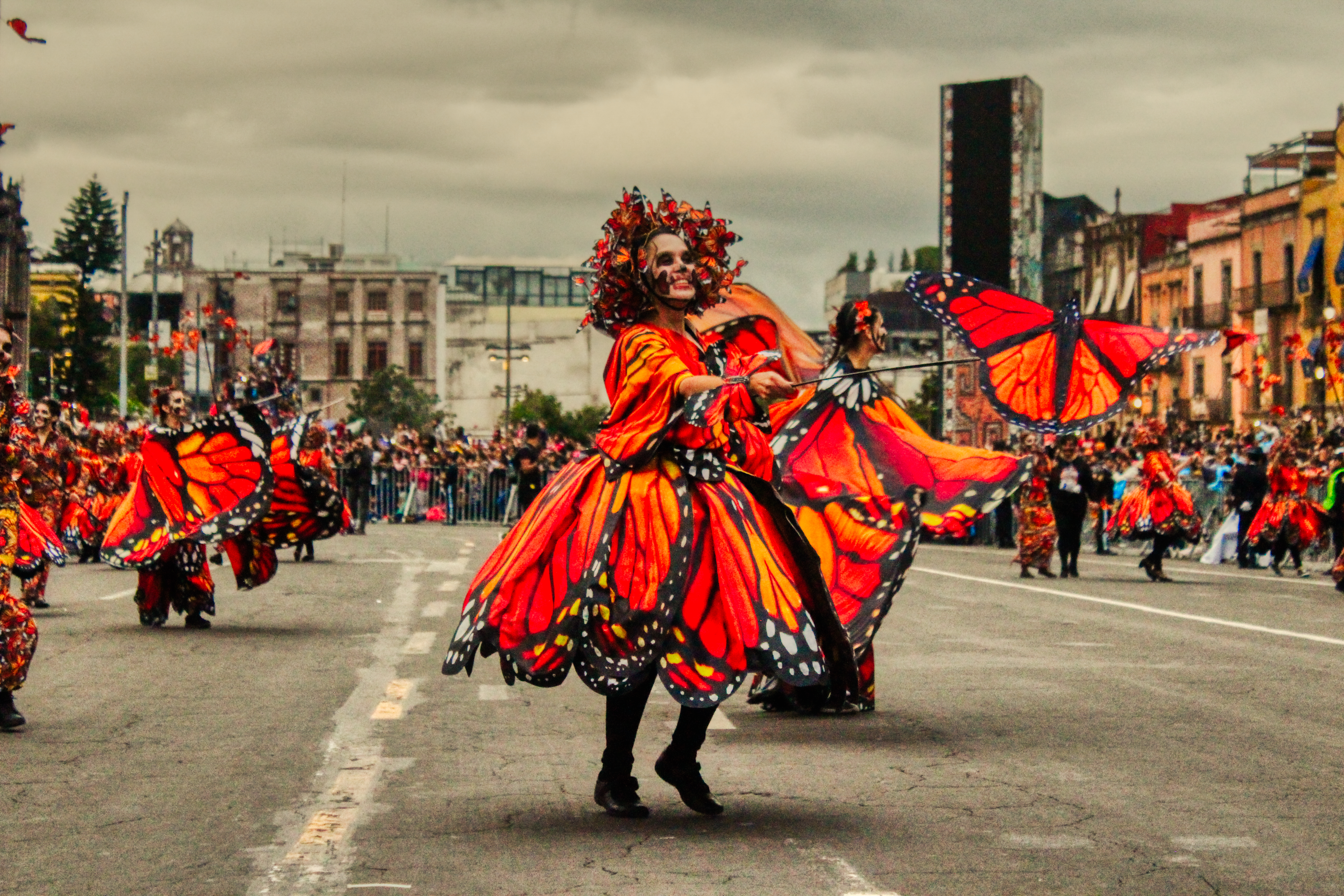
Segment "Ciudad refugio" en hommage aux migrants, symbolisés par des papillons monarques lors du défilé de 2018
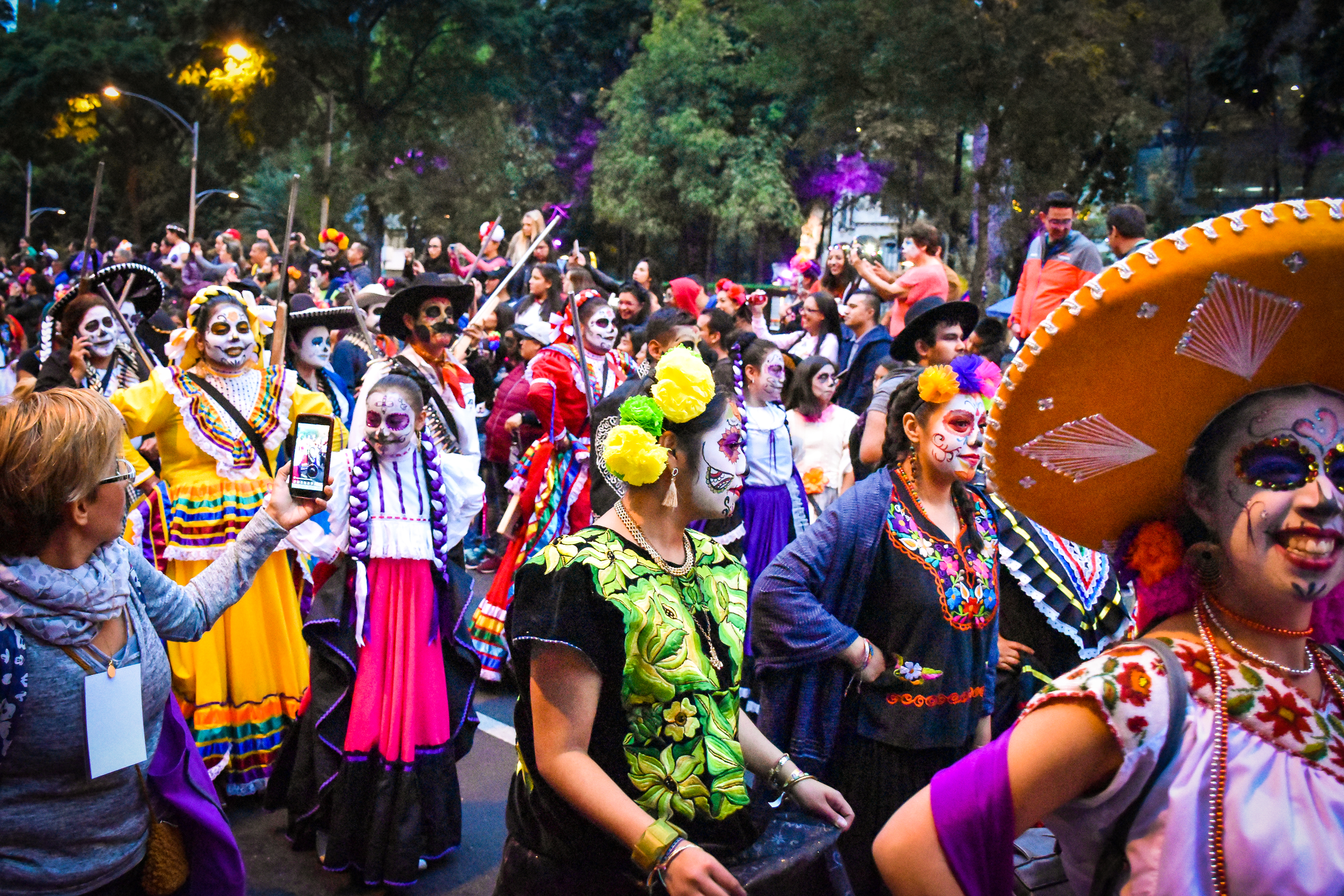
Défilé de 2019
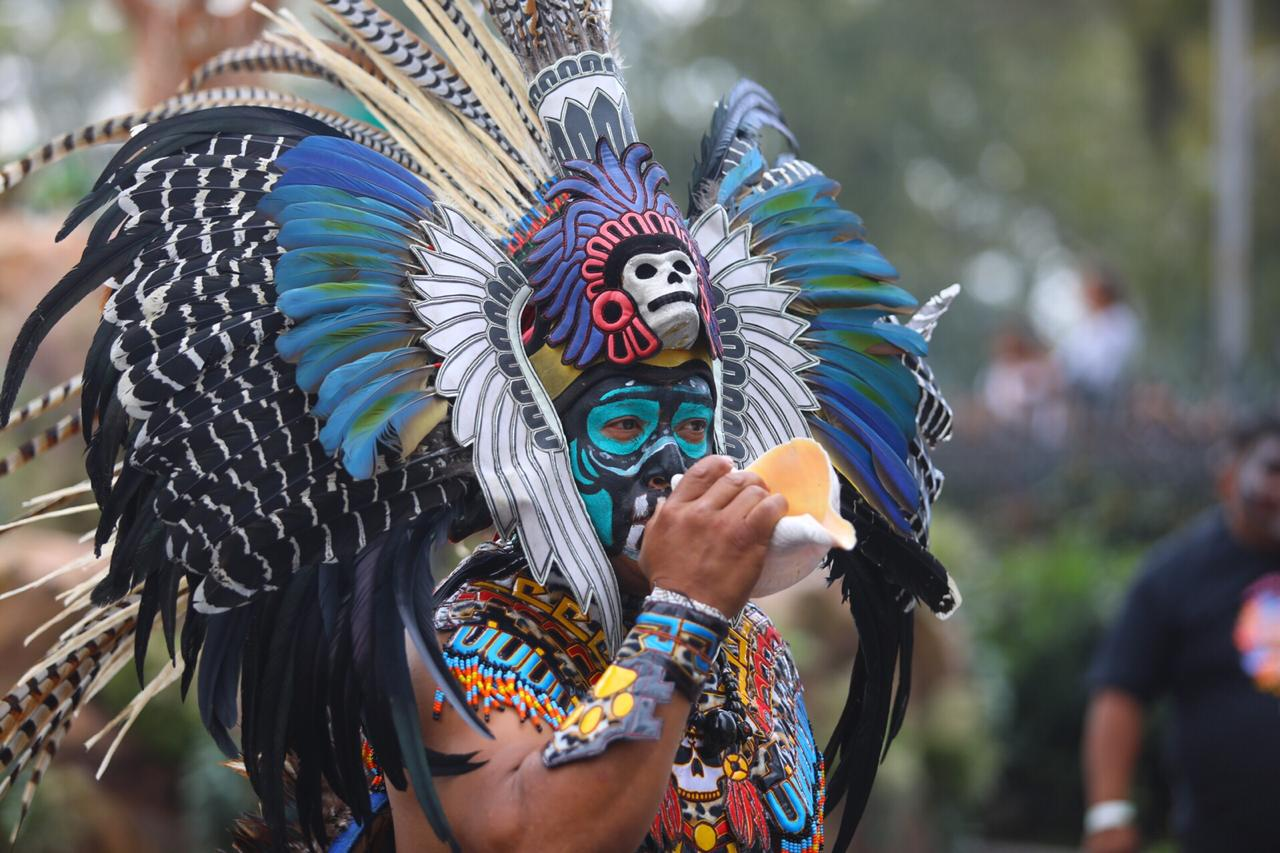
Carnavalier de la partie préhispanique du défilé de 2018
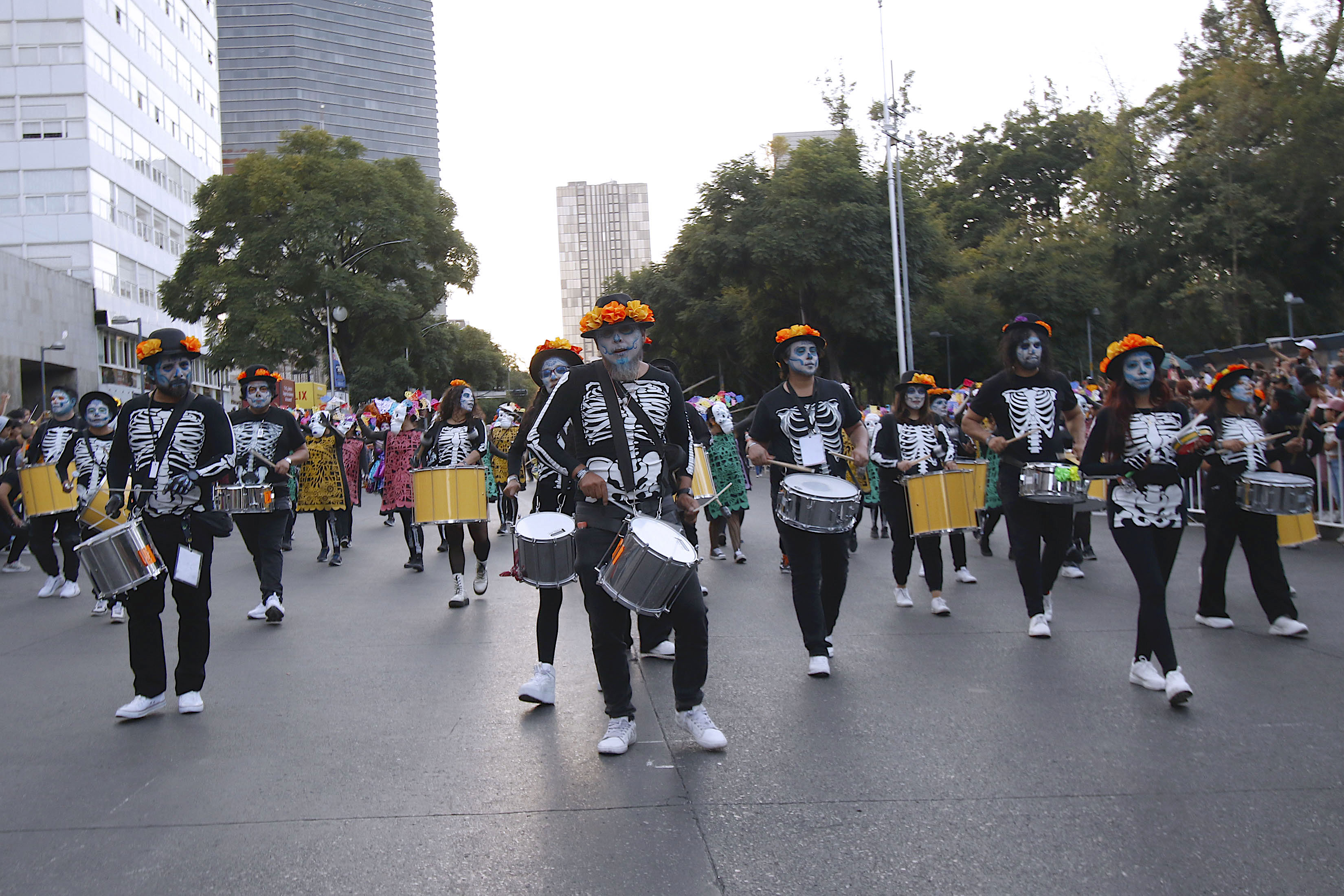
Les musiciens et les déguisements de squelettes sont omniprésents tout au long du défilé, comme ici en 2023